# Alchemilla sokolowskii
Alchemilla sokolowskii är en rosväxtart som beskrevs av Pawl.. Alchemilla sokolowskii ingår i släktet daggkåpor, och familjen rosväxter. Inga underarter finns listade i Catalogue of Life.